# Средняя Меша
Средняя Меша (тат. Урта Мишә, Кече Яңавыл) — деревня в Тюлячинском районе Республики Татарстан, в составе Баландышского сельского поселения.

## Географическое положение
Деревня находится на левом притоке реки Мёша, в 18 км к юго-востоку от районного центра, села Тюлячи.

## История
Первоисточники упоминают о деревне под названиями Новая, Дянга Аул с 1680 года.
Современное название деревни произошло от татарского слова «урта» (средний) и гидронима «Мишә».
В сословном плане, в XVIII веке и вплоть до 1860-х годов, жители деревни причислялись к государственным крестьянам.
По данным переписей, население деревни увеличивалось с 47 душ мужского пола в 1782 году до 576 человек в 1920 году. В последующие годы численность населения деревни постепенно уменьшалась и в 2010 году составила 158 человек.
По сведениям из первоисточников, в начале XX столетия в деревне действовала мечеть (с 1864 года) и мектеб. Мечеть также действует в начале XXI столетия.
Административно, до 1920 года деревня относилась к Мамадышскому уезду Казанской губернии, с 1920 года - к Мамадышскому кантону, с 1935 года (с перерывами) - к Тюлячинскому району Татарстана.

## Экономика и инфраструктура
В XVIII-XIX столетиях основными занятиями жителей деревни являлись земледелие, разведение скота. 
Жители деревни занимаются полеводством.
В деревне функционируют начальная школа, клуб, библиотека.